# Gare Union de Winnipeg
Pour les articles homonymes, voir Union Station.
La  gare Union à Winnipeg est desservie par Via Rail Canada. C'est un grand édifice Beaux-Arts situé en plein centre-ville. Construite par le Canadian Northern, le National Transcontinental et le Grand Tronc Pacifique et fut conçue par Warren and Wetmore (en), les mêmes architectes responsables du Grand Central Terminal de New York. C'est une gare patrimoniale.

## Histoire

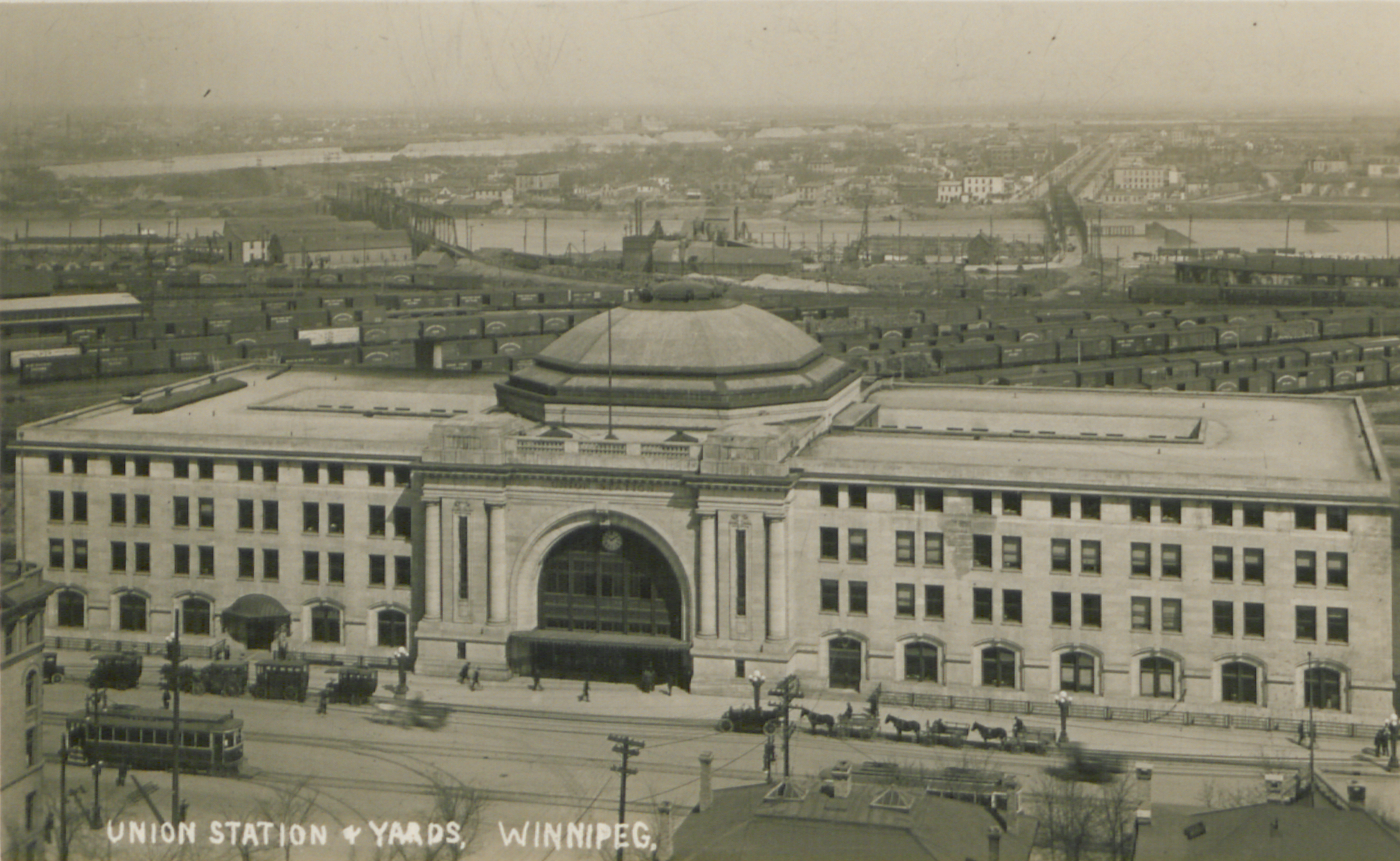
La gare en 1913.

La construction du bâtiment de la gare Union de Winnipeg débute en 1908, pour s'achever en 1911. Cette construction abrite les terminus de trois compagnie : chemin de fer Canadien du Nord, Chemin de fer transcontinental et Chemin de fer du Grand Tronc (Pacifique). Un premier train entre dans la gare le 7 août 1911, mais la mise en service officielle a lieu le 24 juin 1912.
En 1978, elle devient la seule gare terminus de trains voyageurs de la ville avant d'en être la seule gare en service. Via Rail Canada achète la totalité de la gare en 1986. Elle dispose d'aménagements et services pour les personnes à la mobilité réduite.

## Service des voyageurs

### Accueil
Elle est située au 123 Main Street à proximité du centre ville de Winnipeg. C'est une gare avec personnel qui dispose d'un bâtiment voyageurs ouvert : le lundi (de 18h30 à 21h) et le mardi et le dimanche (de 8h, à 12h). Le service d'enregistrement des bagages est ouvert lundi, mardi, mercredi, jeudi et dimanche.

### Intermodalité
Elle dispose d'une boîte à bicyclettes, d'un parc de stationnement pour les véhicules et d'une station de taxi.
Elle est desservie par des autobus : de ville, lignes 204, 986 et 5700 ; interville, lignes 204, 98é et 8733 ; accessibles aux personnes ayant un handicap : 204, 989 et 5700.

## Patrimoine ferroviaire

Détails architecture
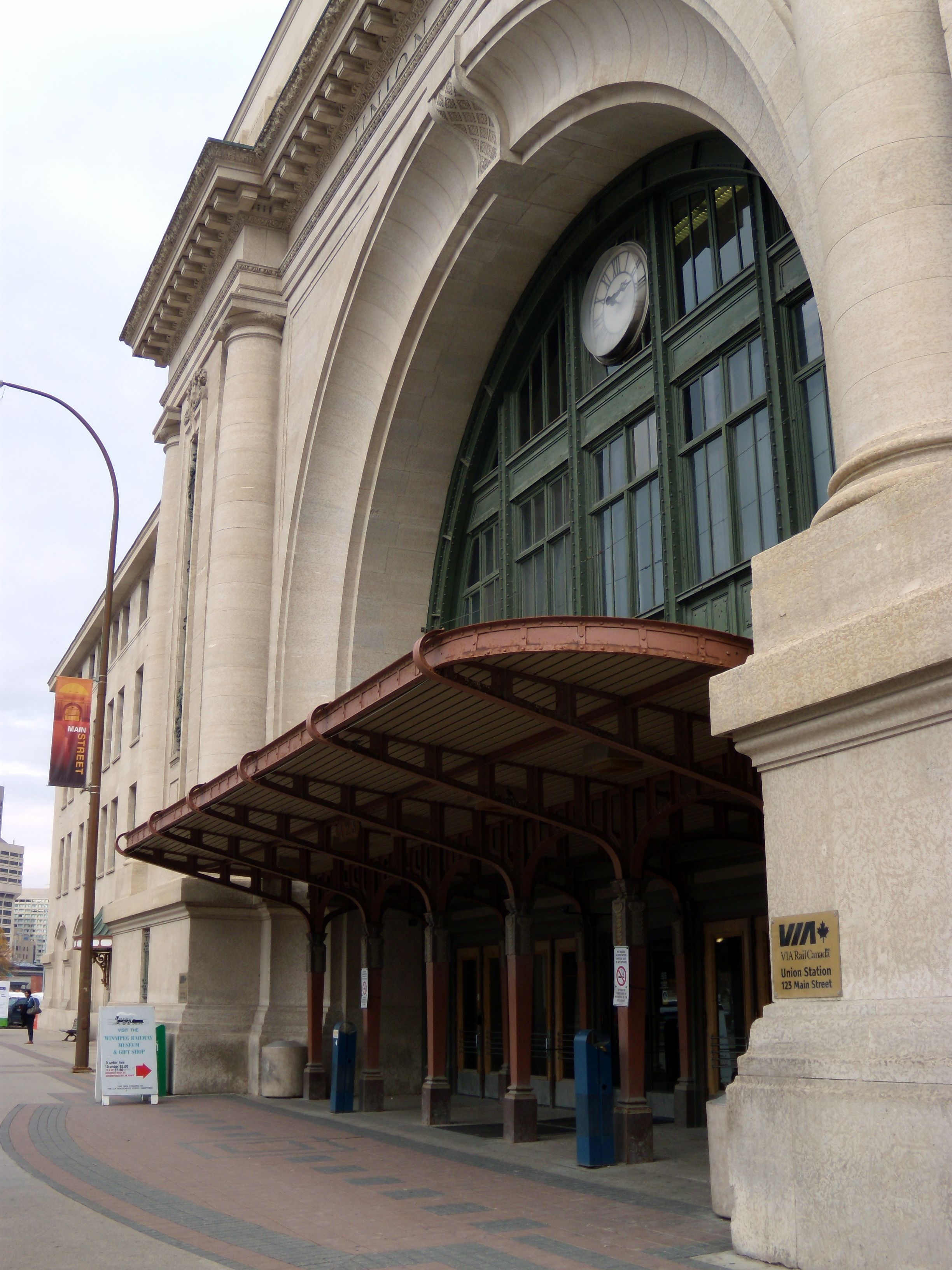
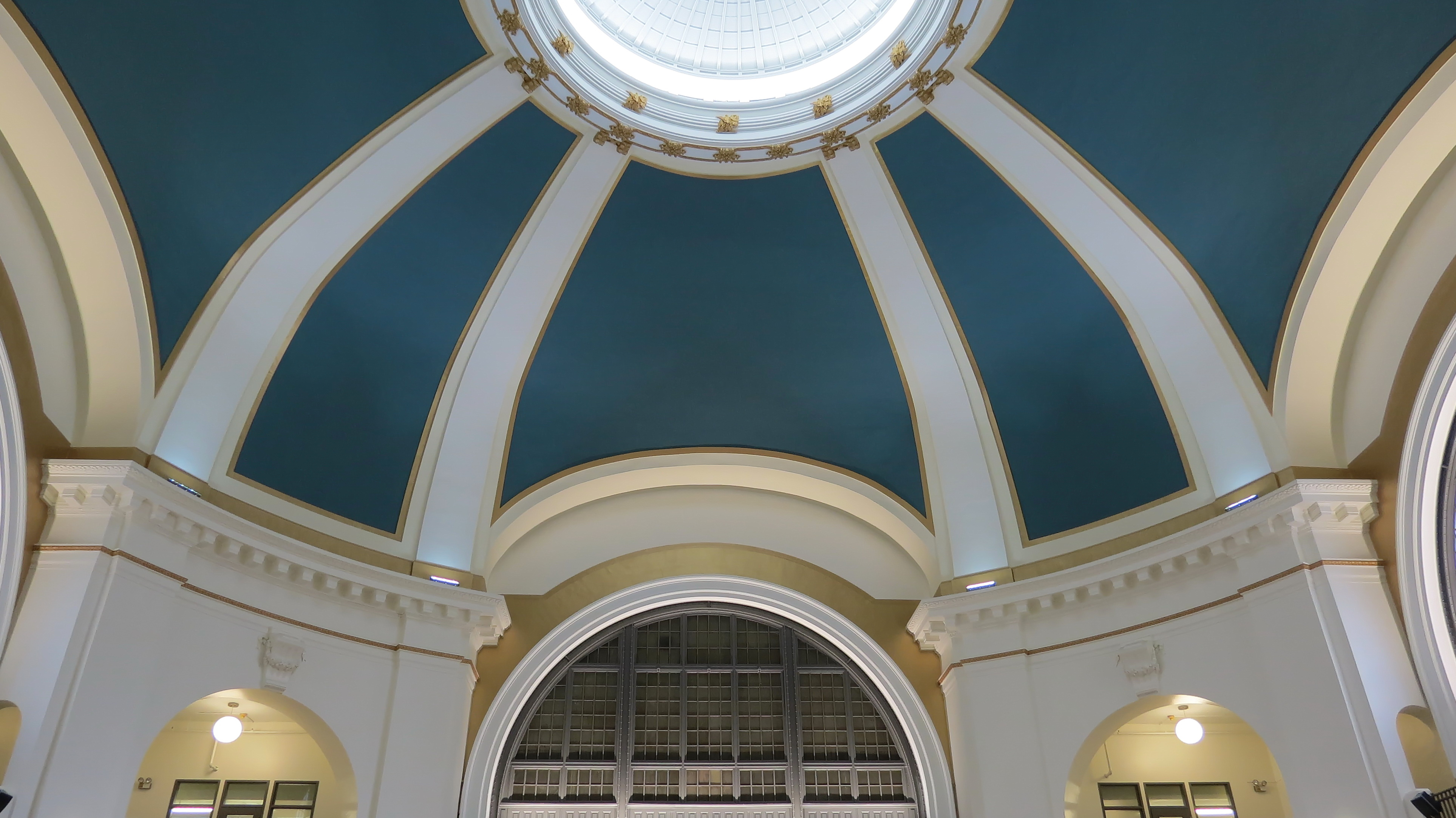
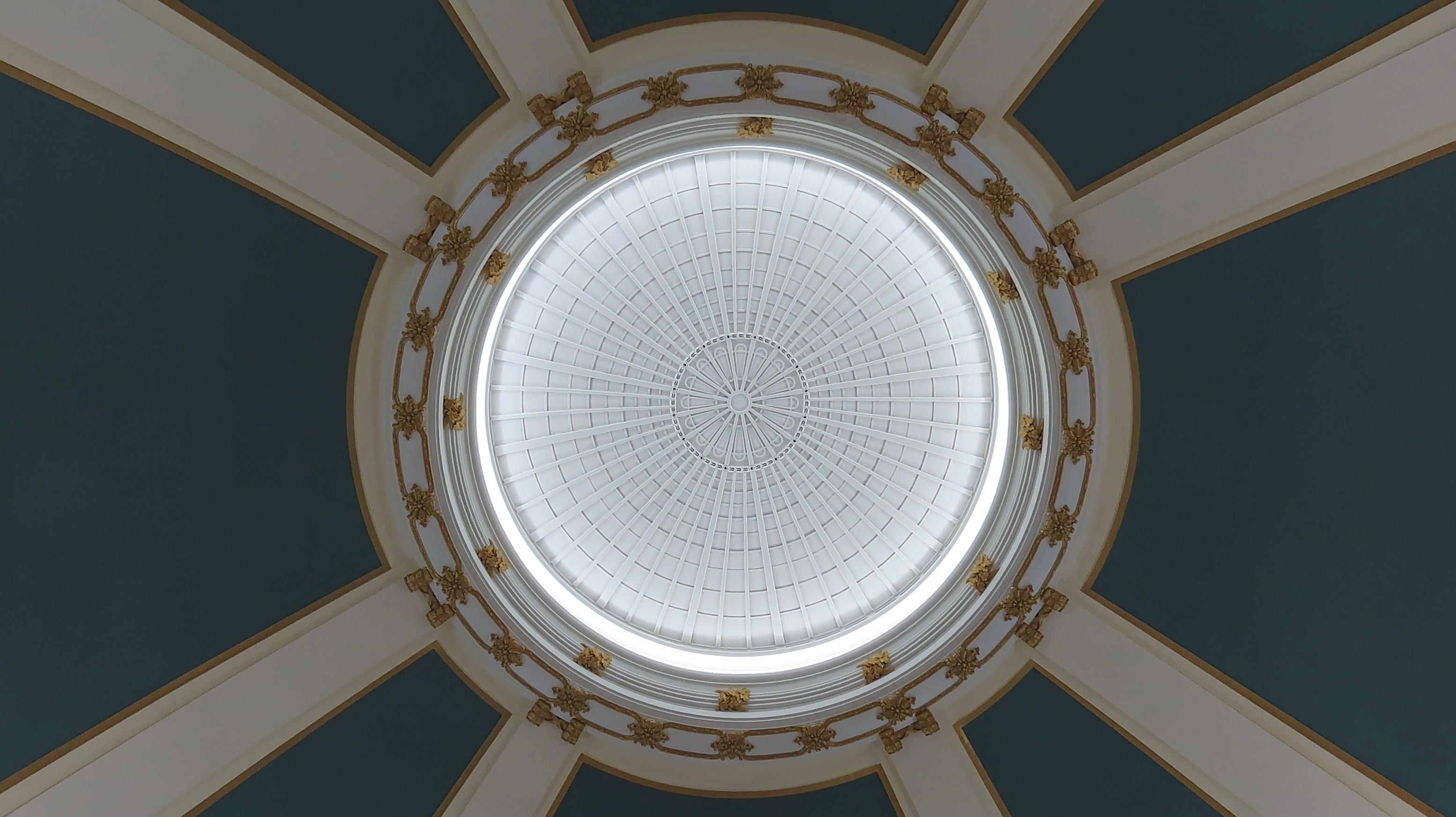